# Йозеф II (Шварценберг)
Йозеф II Йохан фон Шварценберг (на немски: Joseph Johann 6.Fürst zu Schwarzenberg, Herzog zu Krumau; * 27 юни 1769, Виена; † 19 декември 1833, Фрауенберг (Хлубока над Влтавоу), Бохемия) е 6. княз на Шварценберг и херцог на Крумау.

## Живот
Той е най-големият син (от 13 деца) 5. княз Йохан I фон Шварценберг (1742 – 1789) и съпругата му графиня Мария Елеонора фон Йотинген-Валерщайн (1747 – 1797), дъщеря на княз Филип Карл Доминик фон Йотинген-Валерщайн (1722 – 1766) и княгиня Шарлота Юлиана фон Йотинген-Балдерн (1728 – 1791).
Йозеф II поема през 1789 г. наследството на баща си в Южна Бохемия. Той се занимава с банки, грижи се за бедните, инвалидите и сираците. През 1798 г. купува имоти и през 1801 или 1803 г. дворец Вилмендинген в Клетгау и други през 1810 г.
През 1802 г. той отстъпва територия на по-малкия си брат Карл Филип, по-късният фелдмаршал. През 1804 г. строи паметник на убития си през 1795 г. като офицер брат Фридрих Йохан Непомук фон Шварценберг.
През 1808 г. Йозеф II става рицар на австрийския орден на Златното руно. Той умира на 64 години на 18 декември 1833 г. в имението си Хлубокá (Фрауенберг) на Вълтава.

## Фамилия
Йозеф II се жени на 25 май 1794 г. в Хеверле, Белгия, за принцеса и херцогиня Паулина Каролина д'Аренберг (* 2 септември 1774, Кауденберг до Брюксел; † 1 юли 1810, Париж), дъщеря на княз и херцог Лудвиг Енгелберт фон Аренберг (1750 – 1820) и Луиза Антоанета Йозефина Кандида Фелицитас от Lauragais (1755 – 1812). Те имат девет деца:
- Мария Елеонора фон Шварценберг (* 21 септември 1796, Виена; † 12 юни 1848, Прага), омъжена на 15 юни 1817 г. във Фрауенберг за 1. княз Алфред I фон Виндиш-Грец (* 11 май 1787, Брюксел; † 21 март 1862, Виена)
- Мария Паулина Терезия Елеонора фон Шварценберг (* 20 март 1798, Виена; † 18 юни 1821, Виена, погребана в Требон), омъжена на 16 юни 1817 г. във Фрауенберг (Хлубока над Влтавоу, Бохемия) за 2. княз Хайнрих Едуард фон Шьонбург-Хартенщайн (* 11 октомври 1787, Валденбург; † 16 ноември 1872, Виена)
- Йохан Адолф (* 22 май 1799, Виена; † 15 септември 1888, Фрауенберг), 7. княз на Шварценберг, австрийски дипломат, 1836 г. рицар на австрийския орден на Златното руно, женен на 23 май 1830 г. във Виена за принцеса Елеонора фон и цу Лихтенщайн (* 26 декември 1812, Виена; † 27 юли 1873, Витингау); имат три деца
- Феликс Шварценберг (* 3 октомври 1800, замък Крумау; † 5 април 1852, Виена), принц, министер-президент на Австрия, афера 1828 г., когато е аташе в Лондон, с Жана Елизабет Дигби (* 3 април 1807; † 11 август 1881, Дамаск); има две деца
- Алойзия Лудовика Елеонора Франциска Валпурга Алойзия фон Шварценберг (* 8 март 1803, Виена; † 4 юли 1884, Бад Ишъл, погребана в Бад Ишъл), омъжена на 20 октомври 1823 г. в Либежовице, Бохемия, за 2. княз Хайнрих Едуард фон Шьонбург-Хартенщайн (* 11 октомври 1787, Валденбург; † 16 ноември 1872, Виена), вдовецът на сестра ѝ Мария Паулина
- Мария Матилда Тереза Елеонора Валбургис Франциска фон Шварценберг (* 1 април 1804, Виена; † 3 септември 1886, Виена), неомъжена
- Мария Каролина Антония Елеонора фон Шварценберг (* 15 януари 1806, Крумау; † 5 май 1875, Виена), омъжена на 27 юни 1831 г. във Виена за 2. княз Фердинанд фон и цу Бретценхайм (* 10 февруари 1801; † 1 август 1855)
- Берта фон Шварценберг (* 2 септември 1807, Виена; † 12 октомври 1883, Залцбург), омъжена на 10 ноември 1827 г. във Фрауенберг за княз Август Лонгин фон Лобковиц (* 15 март 1797, Прага; † 17 март 1842, Виена)
- Фридрих Йохан Йозеф Целестин фон Шварценберг (* 6 април 1809, Виена; † 27 март 1885, Виена), принц, архиепископ на Залцбург (1835 – 1850), княжески архиепископ на Прага (1849 – 1885), кардинал (1877 – 1885)

Съпругата му Паулина умира 1810 г. при пожар по време на бал в градината на австрийското посолство в Париж в чест на женитбата на Наполеон с Мария-Луиза Австрийска.